# Tibellus affinis
Tibellus affinis là một loài nhện trong họ Philodromidae.
Loài này thuộc chi Tibellus. Tibellus affinis được Octavius Pickard-Cambridge miêu tả năm 1898.